# Stationaire motor

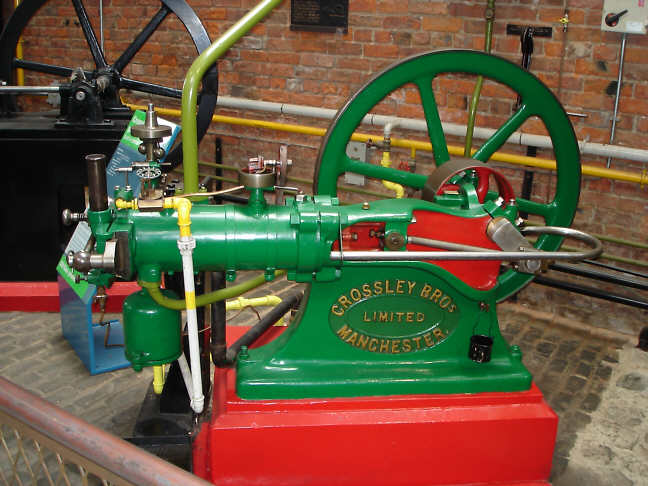
Stationaire motor van het merk Crossley

Een stationaire motor is een interne verbrandingsmotor die op een vaste plaats staat om iets aan te drijven, hij is niet in een voertuig geplaatst. Verplaatsbare motoraandrijvingen noemt men tractiemachines of locomobielen.

## Geschiedenis
Aanvankelijk werden voor de aandrijving van machines en fabrieken stoommachines gebruikt, die via platte riemen alles aandreven. Later werden deze stoommachines vervangen door interne verbrandingsmotoren. Lenoir ontwierp een interne verbrandingsmotor, maar deze atmosferische motor had een veel te laag rendement. Nicolaus August Otto en Eugen Langen brachten in circa 1876 de viertaktmotor uit die we nu nog kennen. Ze startten de fabricage van deze benzinemotor eerst onder de naam Otto maar begin 1900 werd dat Deutz.
Er kwamen al snel vele interne verbrandingsmotoren op de markt, soms onder licentie gebouwd maar vaak ook door ingenieurs of de lokale smid zelf ontworpen en gemaakt. Andere motorenbouwers in die beginjaren claimden, misschien terecht, dat ze eerder dan de “Otto motor” hun uitvinding hadden gedaan.
De motoren hadden in de beginjaren allerlei verschillende ontstekingsmethoden, bijvoorbeeld de gloeibuis; vlamschuif; of mechanische bougie. Pas veel later, na veel ervaring, zorgde de ook in auto’s nog steeds toegepaste bougie voor de ontsteking. Rudolf Diesel stelde in 1893 zijn direct ingespoten hogedrukmotor aan het publiek voor, die men later de dieselmotor zou noemen. (Door de extra hoge druk in de compressieruimte ontstaat warmte, directe inspuiting van diesel hierin zorgt voor zelfontbranding).
De interne verbrandingsmotoren werden steeds populairder, ze waren gemakkelijker in gebruik dan stoommachines. In de landbouw werden ze onder andere gebruikt voor de aandrijving van dorsmachines. Langzaam maar zeker werd het een begrip. De elektriciteit (soms ook opgewekt door stationaire motoren) zorgde in de jaren 30 voor een nog gemakkelijkere krachtbron en verving de stationaire motor. In veel korenmolens verdween het gevlucht of het waterrad om plaats te maken voor een stationaire motor die niet afhankelijk was van de beschikbaarheid van wind of water. Ook in gemalen verschenen stationaire motoren.
Tegenwoordig worden machines in fabrieken met behulp van elektriciteit aangedreven, maar men vindt stationaire motoren nog wel op boten en schepen; als nood-aggregaat in ziekenhuizen, op vliegvelden en andere plaatsen waar stroomuitval catastrofale gevolgen zou hebben. Ook zijn er wereldwijd verzamelaars van stationaire motoren, die vaak op tentoonstellingen worden tentoongesteld.